# Hemisyntrachelus
L'emisintrachelo (gen. Hemisyntrachelus) era un delfino fossile del Pliocene dell'Europa (circa 5-4 milioni di anni fa).

## Testa corta e denti forti
Di grosse dimensioni (poteva superare i cinque metri di lunghezza), questo delfino era molto simile alle forme attuali, anche se alcune caratteristiche del cranio hanno portato alcuni studiosi a classificarlo in una famiglia a parte, quella degli emisintrachelidi (Hemisyntrachelidae). Il cranio, infatti, era più corto rispetto a quello del tursiope attuale (Tursiops truncatus), e i denti erano presenti in numero maggiore, oltre a essere più robusti. La dieta dell'emisintrachelo doveva includere molti animali marini, ma può darsi che si cibasse soprattutto di pesci di grosse dimensioni e di calamari. A sua volta questo grosso delfino veniva predato dagli squali giganti comuni nel Pliocene, come il mako gigante (Isurus hastalis) e il megalodonte (Carcharodon megalodon). 

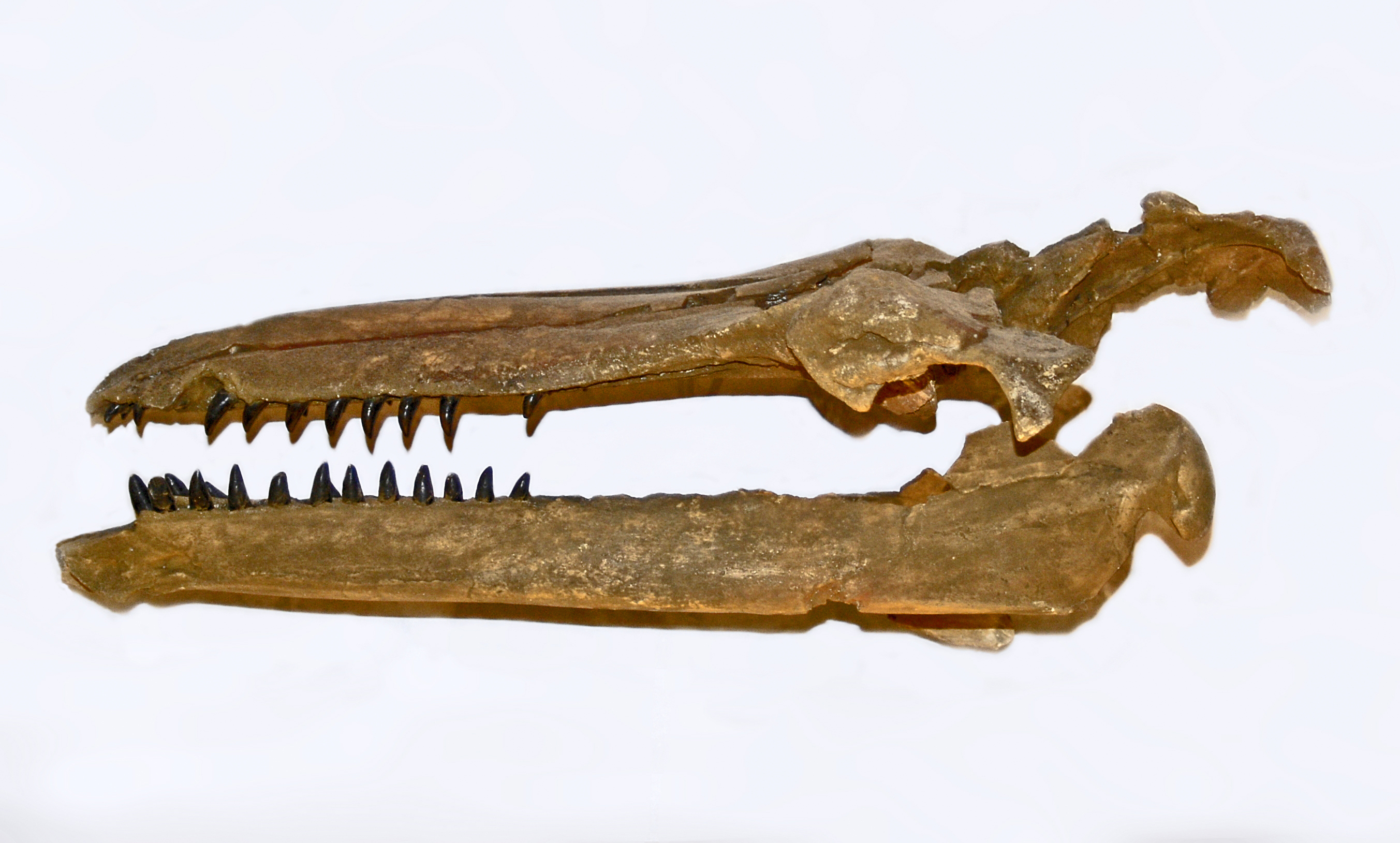
Cranio di Hemisyntrachelus pisanus

L'emisintrachelo era molto diffuso nei mari pliocenici europei, in particolare in Italia. Ben conosciute sono le specie Hemisyntrachelus cortesii e Hemisyntrachelus pisanus, un fossile del quale è esposto nel Museo di storia naturale dell'Università di Pisa.

## Galleria d'immagini

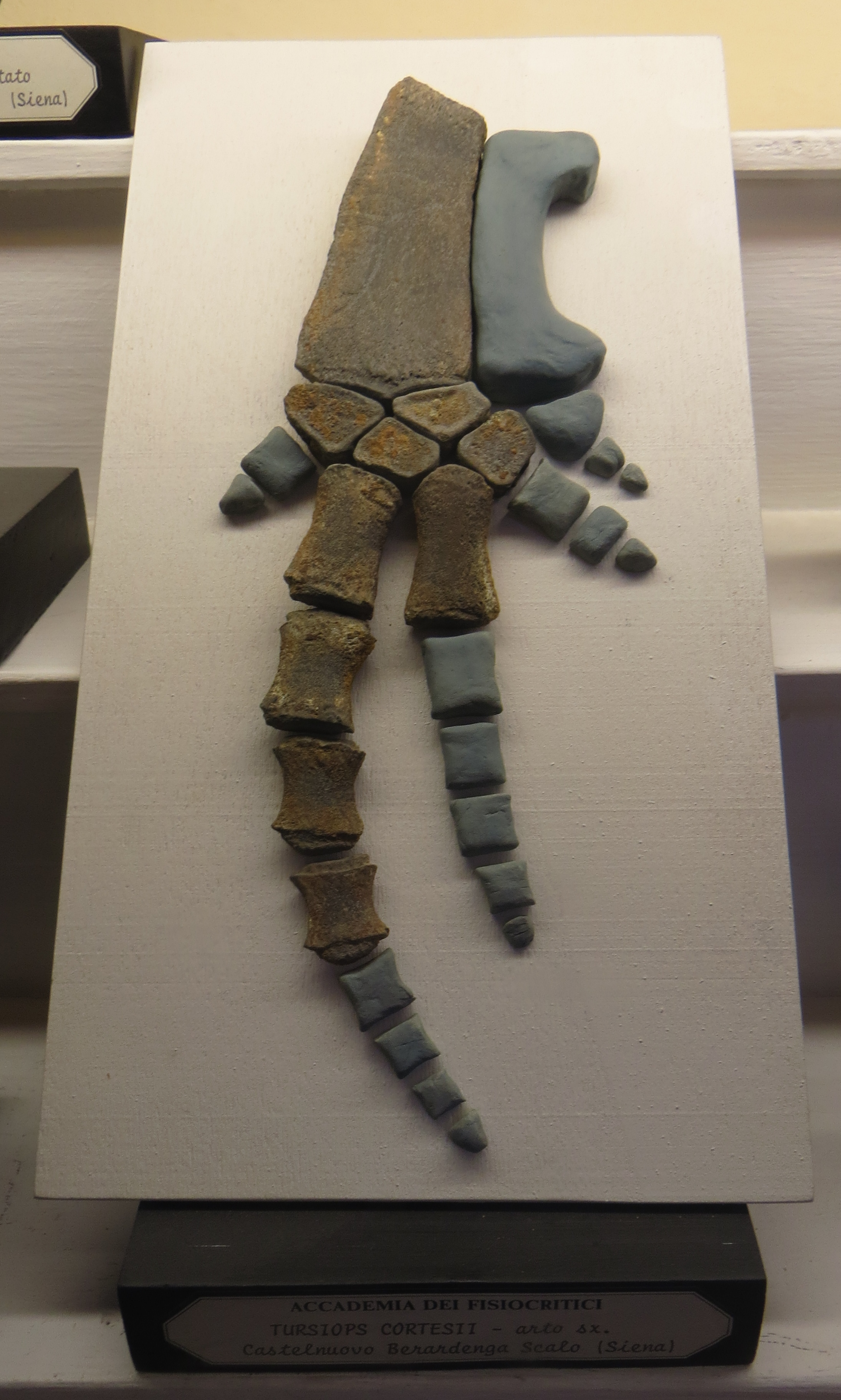
Arto di Hemisyntrachelus cortesii